# 宝轮寺塔
34°47′30″N 111°08′55″E / 34.79167°N 111.14861°E
宝轮寺塔位于中国河南省三门峡市湖滨区陕州故城（陕县老城）东南部，全称“宝轮寺三圣舍利宝塔”，俗称“蛤蟆塔”，因在塔旁击掌有蛤蟆式回音而得名。2001年被列为第五批全国重点文物保护单位。
宝轮寺始建于唐代，现位于三门峡市陕州风景区内。塔建于金大定十六年至十七年（1177年）。宝轮寺塔为十三级叠涩密檐式砖塔，平面近正方形，高27.2米。